# کنسول مجازی (نینتندو)
کنسول مجازی (به ژاپنی: バーチャルコンソール، Bācharu Konsōru - به انگلیسی: Virtual Console) که به خلاصه VC نام دارد بخش خاصی از سرویس آنلاین کانال وی‌شاپ نینتندو می‌باشد که به کاربران اجازه می‌دهد تا بازی و نرم‌افزارهای دیگری را برای کنسول وی این شرکت خریدار و دانلود کنند. سری کنسول مجازی شامل مجموعه‌ای از بازی‌هایی است که برای کنسول‌های قدیمیتر انتشار یافته‌اند. این بازی‌ها به صورت اصلی خود از طریق برابرساز نرم‌افزاری اجرا می‌شوند و می‌توانند با قیمتی بین ۵۰۰ تا ۱۳۰۰ امتیاز نینتندو بسته به سیستم اصلی، کمیاب بودن یا میزان تقاضا خریداری شوند. انتشار بازی‌های قدیمی از طریق کنسول مجازی یکی از تلاش‌های نینتندو برای پیش‌گیری از سرقت نرم‌افزاری می‌باشد.

## وی
آرشیو بازی‌های قدیمی در سیستم وی شامل عناوین اصلی از ان‌ای‌اس، سوپر نینتندو و نینتندو ۶۴ به همراه سگا مستر سیستم و سگا مگا درایو/سگا جنسیس از سگا، توربوگراف‌اکس-۱۶ و توربوگراف‌اکس-سی‌دی از ان‌ای‌سی، نیو جیو از اس‌ان‌کی، کمودور ۶۴ (فقط در اروپا و آمریکای شمالی) و ام‌اس‌ایکس (فقط در ژاپن) می‌باشد. کنسول مجازی وی به کاربران امکان دانلود بازی‌های آرکاد را می‌دهد. نینتندو برنامه‌ای برای افزودن بازی‌های نینتندو گیم‌کیوب به کنسول مجازی به دلیل ظرفیت ۱/۴ گیگابایتی (و گاهی بیشتر برای برخی بازی‌ها)، و همچنین به دلیل اینکه وی قابلیت سازگاری عقبرو با دیسک‌های بازی اصلی گیم‌کیوب را دارا می‌باشد، ندارد. عناوین کنسول مجازی تا دسامبر ۲۰۰۷ بیش از ۱۰ میلیون بار دانلود شده‌اند، که زمانی نسبتاً اولیه در دوران عمر کنسول می‌باشد.

## نینتندو ۳دی‌اس
در کنفرانس نینتندو ۲۰۱۰، شرکت نینتندو تأیید کرده که سرویس کنسول مجازی دیگری برای کنسول بازی دستی نینتندو ۳دی‌اس را راه اندازی می‌کند که از ویژگی‌های آن بازگشت بازی‌هایی که در اصل برای کنسول‌های بازی دستی گیم بوی و گیم بوی کالر و برخی عناوین کلاسیک نینتندو به صورت سه بعدی می‌باشد. بعدها در کنفرانسی جی‌دی‌سی ۲۰۱۱ اعلام شد که پشتیبانی از بازی‌های سگا گیم جیر و توربوگراف‌اکس-۱۶ نیز اضافه شده‌است.

## وی یو
در یک مصاحبه در ژوئیه ۲۰۱۱ آمبر مک‌کلوم از نینتندو اعلام کرد تعدادی از بازی‌های منتخب نینتندو گیم‌کیوب می‌توانند برای کنسول وی یو قابل دانلود باشند.